# Globimetula assiana
Globimetula assiana är en tvåhjärtbladig växtart som först beskrevs av Simone Balle, och fick sitt nu gällande namn av Wiens & Polh.. Globimetula assiana ingår i släktet Globimetula och familjen Loranthaceae. Inga underarter finns listade i Catalogue of Life.